# Brixia Tour 2005
Il Brixia Tour 2005, quinta edizione della corsa, si svolse in tre tappe dal 22 al 24 luglio 2005, per un percorso totale di 476,1 km. Fu vinto dall'italiano Emanuele Sella della Ceramiche Panaria-Navigare, che terminò la gara in 11h30'57".

## Tappe
| Tappa  | Data      | Percorso                                    | km    | Vincitore di tappa        | Leader cl. generale |
| ------ | --------- | ------------------------------------------- | ----- | ------------------------- | ------------------- |
| 1ª     | 22 luglio | San Vigilio di Concesio > Toscolano Maderno | 170,6 | Davide Rebellin           | Davide Rebellin     |
| 2ª-1ª  | 23 luglio | Esine > Darfo Boario Terme                  | 112,7 | Guillermo Rubén Bongiorno | Davide Rebellin     |
| 2ª-2ª  | 23 luglio | Pisogne > Val Palot (cronoscalata)          | 12,8  | Emanuele Sella            | Emanuele Sella      |
| 3ª     | 24 luglio | Bettole di Buffalora > Manerbio             | 180   | Danilo Napolitano         | Emanuele Sella      |
| Totale | Totale    | Totale                                      | 476,1 |                           |                     |

## Squadre e corridori partecipanti
| N.    | Cod. | Squadra                     |
| ----- | ---- | --------------------------- |
| 1-8   | LIQ  | Liquigas-Bianchi            |
| 11-18 | LAM  | Lampre-Caffita              |
| 21-28 | FAS  | Fassa Bortolo               |
| 31-38 | SDM  | Domina Vacanze              |
| 41-48 | GST  | Gerolsteiner                |
| 51-58 | AMO  | Amore & Vita-Beretta-Polska |
| 61-68 | A&S  | Acqua & Sapone-Adria Mobil  |
| 71-78 | TBL  | Team Barloworld-Valsir      |
| 81-88 | CER  | Ceramica Flaminia           |

| N.      | Cod. | Squadra                          |
| ------- | ---- | -------------------------------- |
| 91-98   | CLM  | Selle Italia-Colombia            |
| 101-108 | LPR  | LPR-Piacenza                     |
| 111-118 | PAN  | Ceramiche Panaria-Navigare       |
| 121-128 | NSM  | Naturino-Sapore di Mare          |
| 131-138 | AGC  | Androni Giocattoli-3C Casalinghi |
| 141-148 | MIE  | Miche                            |
| 151-158 | VOL  | Volksbank-Ideal Leingrüber       |
| 161-168 | TEN  | Tenax-Nobili Rubinetterie        |

## Dettagli delle tappe

### 1ª tappa
- 22 luglio: San Vigilio di Concesio > Toscolano Maderno – 170,6 km

Risultati
| Pos. | Corridore       | Squadra      | Tempo    |
| ---- | --------------- | ------------ | -------- |
| 1    | Davide Rebellin | Gerolsteiner | 4h38'45" |
| 2    | Emanuele Sella  | Cer. Panaria | s.t.     |
| 3    | Igor Astarloa   | Barloworld   | a 27"    |

| Pos. | Corridore       | Squadra      | Tempo    |
| ---- | --------------- | ------------ | -------- |
| 1    | Davide Rebellin | Gerolsteiner | 4h38'45" |
| 2    | Emanuele Sella  | Cer. Panaria | s.t.     |
| 3    | Igor Astarloa   | Barloworld   | a 27"    |

### 2ª tappa-1ª semitappa
- 23 luglio: Esine > Darfo Boario Terme – 112,7 km

Risultati
| Pos. | Corridore                 | Squadra      | Tempo    |
| ---- | ------------------------- | ------------ | -------- |
| 1    | Guillermo Rubén Bongiorno | Cer. Panaria | 2.38'13" |
| 2    | Paride Grillo             | Cer. Panaria | s.t.     |
| 3    | Danilo Napolitano         | LPR-Piacenza | s.t.     |

| Pos. | Corridore       | Squadra      | Tempo    |
| ---- | --------------- | ------------ | -------- |
| 1    | Emanuele Sella  | Cer. Panaria | 7.16'58" |
| 2    | Davide Rebellin | Gerolsteiner | s.t.     |
| 3    | Igor Astarloa   | Barloworld   | a 27"    |

### 2ª tappa-2ª semitappa
- 23 luglio: Pisogne > Val Palot – Cronoscalata – 12,8 km

Risultati
| Pos. | Corridore           | Squadra      | Tempo   |
| ---- | ------------------- | ------------ | ------- |
| 1    | Emanuele Sella      | Cer. Panaria | 30'47"  |
| 2    | Davide Rebellin     | Gerolsteiner | a 1'01" |
| 3    | Pedro Arreitunandia | Barloworld   | a 1'19" |

| Pos. | Corridore           | Squadra      | Tempo    |
| ---- | ------------------- | ------------ | -------- |
| 1    | Emanuele Sella      | Cer. Panaria | 7h47'45" |
| 2    | Davide Rebellin     | Gerolsteiner | a 1'01"  |
| 3    | Pedro Arreitunandia | Barloworld   | a 1'19"  |

### 3ª tappa
- 24 luglio: Bettole di Buffalora > Manerbio – 180 km

Risultati
| Pos. | Corridore         | Squadra       | Tempo    |
| ---- | ----------------- | ------------- | -------- |
| 1    | Danilo Napolitano | LPR-Piacenza  | 3h43'12" |
| 2    | Francesco Chicchi | Fassa Bortolo | s.t.     |
| 3    | Marco Zanotti     | Liquigas      | a 1'19"  |

| Pos. | Corridore           | Squadra      | Tempo     |
| ---- | ------------------- | ------------ | --------- |
| 1    | Emanuele Sella      | Cer. Panaria | 11h30'57" |
| 2    | Davide Rebellin     | Gerolsteiner | a 1'01"   |
| 3    | Pedro Arreitunandia | Barloworld   | a 1'46"   |

## Classifiche della corsa

### Classifica generale - Maglia azzurra
| Pos. | Corridore           | Squadra      | Tempo     |
| ---- | ------------------- | ------------ | --------- |
| 1    | Emanuele Sella      | Cer. Panaria | 11h30'57" |
| 2    | Davide Rebellin     | Gerolsteiner | a 1'01"   |
| 3    | Pedro Arreitunandia | Barloworld   | a 1'46"   |
| 4    | Igor Astarloa       | Barloworld   | a 2'12"   |
| 5    | Damiano Cunego      | Lampre       | a 2'26"   |
| 6    | Jure Golčer         | Acqua & Sap. | a 2'31"   |
| 7    | Vladimir Efimkin    | Barloworld   | a 2'33"   |
| 8    | Ruslan Pidhornyj    | Tenax-Nobili | a 2'57"   |
| 9    | Giuseppe Muraglia   | LPR-Piacenza | a 3'05"   |
| 10   | Sergio Ghisalberti  | Domina Vac.  | s.t.      |

### Classifica a punti
| Pos. | Corridore         | Squadra       | Punti |
| ---- | ----------------- | ------------- | ----- |
| 1    | Emanuele Sella    | Cer. Panaria  | 22    |
| 2    | Davide Rebellin   | Gerolsteiner  | 22    |
| 3    | Danilo Napolitano | LPR-Piacenza  | 20    |
| 4    | Paride Grillo     | Cer. Panaria  | 17    |
| 5    | Francesco Chicchi | Fassa Bortolo | 17    |

### Classifica scalatori
| Pos. | Corridore           | Squadra       | Punti |
| ---- | ------------------- | ------------- | ----- |
| 1    | Stefano Boggia      | Cer. Flaminia | 12    |
| 2    | Emanuele Sella      | Cer. Panaria  | 10    |
| 3    | Davide Rebellin     | Gerolsteiner  | 6     |
| 5    | Alessandro Bertuola | Naturino      | 4     |
| 5    | Bo Hamburger        | Acqua & Sap.  | 3     |

### Classifica traguardi volanti
| Pos. | Corridore           | Squadra       | Punti |
| ---- | ------------------- | ------------- | ----- |
| 1    | Alessandro Bertuola | Naturino      | 17    |
| 2    | Bo Hamburger        | Acqua & Sap.  | 15    |
| 3    | Daniele Contrini    | LPR-Piacenza  | 9     |
| 5    | Stefano Boggia      | Cer. Flaminia | 9     |
| 5    | Antonio D'Aniello   | Miche         | 7     |

### Classifica a squadre
| Pos. | Squadra                    | Tempo     |
| ---- | -------------------------- | --------- |
| 1    | Team Barloworld-Valsir     | 34h39'22" |
| 2    | Lampre-Caffita             | a 2'54"   |
| 3    | Tenax-Nobili Rubinetterie  | a 5'03"   |
| 5    | Acqua & Sapone-Adria Mobil | a 7'44"   |
| 5    | Miche                      | a 8'10"   |